# José Agustín
José Agustín Ramírez Gómez, dit José Agustín, est un écrivain, journaliste et réalisateur mexicain né à Guadalajara (Jalisco) le 19 août 1944 et mort à Cuautla (Morelos) le 16 janvier 2024.

## Biographie
Né à Guadalajara dans l’État du Jalisco au Mexique le 19 août 1944, José Agustín devient narrateur, réalisateur de cinéma, journaliste, traducteur et dramaturge. Il a étudié les lettres classiques, la direction cinématographique, le jeu d’acteur et la composition dramatique.
Professeur à l’université de Denver (États-Unis), il participe à l’International Writing Program de l’université de l’Iowa.
Il a présenté et produit des émissions culturelles de radio, de télévision et coordonné divers ateliers littéraires. Il a également collaboré à plusieurs revues et suppléments.
Il est boursier du Centre mexicain des écrivains de 1966 à 1967 et de la Fondation Guggenheim en 1978.
Il reçoit en 1993 le prix latino-américain Colima de Narration (Instituto Nacional de Bellas Artes) pour son œuvre Ciudades desiertas, ainsi que le prix national de littérature Juan Ruiz de Alarcón pour son parcours littéraire et sa contribution aux lettres mexicaines.
Il est l'auteur, entre autres, du livre de De Perfil (traduit en français par Mexico midi moins cinq aux Éditions de la Différence.
Ce livre contribuera au lancement, à la fin des années 1960, de La Onda, mouvement littéraire irrévérencieux, ironique, iconoclaste et très expérimental, allié à la musique rock et au phénomène de contre-culture.
En décembre 1970, il est arrêté pour détention de marijuana et emprisonné à Mexico. Durant sa captivité de six mois, il écrit l’oeuvre « Se está haciendo tarde » Tr: "Il se fait tard", qui, après sa publication en 1972, est acclamé comme une œuvre majeure de sa carrière. Dans son édition en langue française, le livre est connu sous le nom d’« Acapulco 72 ». 
Sa santé se détériore après 2009 à la suite d'une chute survenue pendant une séance de dédicaces à Puebla. Cet incident le conduit à une vie plus retirée à Cuautla, où il réside avec sa seconde épouse.

## Publications
(janvier 2024).

### Biographie
- José Agustín (autobiografía), México : Empresas Editoriales, (Nuevos Escritores Mexicanos del Siglo XX Presentados por sí mismos), 1966.
- El rock de la cárcel, México : Joaquín Mortiz, 1984

### Romans
- La tumba, México, Mester, 1964; Novaro, 1966
- De perfil, México, Joaquín Mortiz, 1966
- Se está haciendo tarde Joaquín Mortiz, México, 1973
- El rey se acerca a su templo, México : Leo-Mex, 1977
- Ciudades desiertas, México : Edivisión, 1982
- Cerca del fuego, México, Plaza & Janés, 1986
- Luz interna, México : Grijalbo, 1989
- Luz externa, México : Grijalbo, 1990

### Contes
- Inventando que sueño, México : Joaquín Mortiz, 1968
- No hay censura, México : Joaquín Mortiz, 1988

### Essais
- La nueva música clásica, Instituto Nacional de la Juventud Mexicana, Cuadernos de la Juventud, México, 1968
- Contra la corriente, Diana, México, 1991

### Chroniques
- Tragicomedia mexicana I. La vida en México de 1940-1979, México : Planeta, 1990
- Tragicomedia mexicana II. La vida en México de 1970-1988, México : Planeta, 1992

### Traductions
- Cabot Wright comienza, de James Purdy (en collaboration avec Juan Tovar), México : Joaquín Mortiz, 1969
- El don del águila, de Carlos Castaneda, México : Diana 1982

### Anthologies
- « La mirada en el centro », Conte (1964-1977), México : Joaquín Mortiz, 1977
- « Furor matutino », México : Diana, 1984

### Théâtre
- Abolición de la propiedad, México: Joaquín Mortiz, 1969
- Alguien nos quiere matar, adapté pour le cinéma, 1969
- Los atardeceres privilegiados de la Prepa 6, 1970
- Círculo vicioso, México : Joaquín Mortiz (prix Juan Ruiz de Alarcón) 1974

### Réalisations cinématographiques
- Ya sé quién eres (te he estado observando), 1970
- Ahí viene la plaga, (en collaboration avec José Buil et Gerardo Pardo), México : Joaquín Mortiz, 1985